# Пригоршня пальцев
«При́горшня па́льцев» (англ. A Fistful of Fingers)  — первый полнометражный фильм британского режиссёра Эдгара Райта, премьера которого состоялась 24 ноября 1995 года в Великобритании. Название отсылает к пародируемому фильму «За пригоршню долларов». Действие фильма происходит в родном городе Райта Уэлсе, в графстве Сомерсет. Теглайн фильма звучит следующим образом: «Величайший вестерн из когда-либо сделанных в… Сомерсете».
Это одноимённый ремейк более ранней версии этого фильма, которую создали Эдгар Райт и Грэм Лоу, когда они ещё вместе учились в одной школе. Оригинальный фильм никогда не принимался дистрибьюторами, но получил достаточно частного внимания — вместе с другими пародийными школьными работами Эдгара Райта, такими как «Карболовое мыло», «Непрощённые» и «Рольф Харрис спасает мир» — поэтому Райт заслужил финансирование ремейка.

## Сюжет
Фильм ведёт хронику деяний молчаливого безымянного героя и его шаблонного индийского кореша со странным прозвищем «Открытая рана», которые разыскивают подлого злодея по кличке «Косой».

## В ролях
| Актёр              | Роль                                             |
| ------------------ | ------------------------------------------------ |
| Грэм Лоу           | Безымянный                                       |
| Оли ван дер Вийвер | Косой                                            |
| Никола Стэплетон   | шлюха                                            |
| Мартин Кёртис      | Открытая Рана                                    |
| Джереми Бидл       | играет самого себя                               |
| Нейл Маллаки       | комик в жанре стэндап                            |
| Дэн Палмер         | задиристый ребёнок                               |
| Марк Шеффилд       | Каламити Кейт                                    |
| Эдгар Райт         | закадровый голос / две незначительные роли камео |

## Съёмочная группа
- Эдгар Райт— режиссёр, сценарист, ассоциированный продюсер
- Даниэль Фигуэро, Зиги Камаса, Майкл Матиас, Том Маккэйб — продюсеры
- Элвин Леонг — оператор
- Франсуа Эванс — композитор

## Критика
Эта глупая, восхитительно напыщенная британская пародия на спагетти-вестерны была снята всего за 15 тысяч долларов, что, наряду с быстро развивающейся поддельной партитурой Эннио Морриконе, лишь усиливает комичность.
Оригинальный текст (англ.)This goofy, delightfully sophomoric British spoof on spaghetti westerns was made for only $15,000 and that, along with the booming faux-Morricone score, only heightens the humor.
— Рецензия на AllMovie

Изначально я ожидал, что фильм будет лучше, чем он оказался на самом деле, но в принципе для фильма из английской деревни это неплохо.
Оригинальный текст (англ.)From the beginning, I expected Fingers to be better than it was–but at least the English countryside films well.
— Рецензия на Thestopbutton.com